# 김승준 (바둑 기사)
김승준(金承俊, 1973년 3월 23일 - )은 대한민국의 바둑 기사이다.

## 약력
1988년에 프로에 입단했다. 1990년과 1993년 동양증권배 본선에 진출했고 1992년 1회 진로배 세계바둑최강전 기록자, 1994년 제17기 국기전에서 준우승하고 바둑문화상과 신예기사상을 수상했다. 1996년 명인전과 비씨카드배, 연승바둑최강전, 제1회 LG배 세계기왕전 본선에 올랐고 1998년 6단으로 승단했다. 2001년 9월 부인 최경숙 씨와 결혼했다. 2003년 8단을 거쳐 2005년 3월에 9단으로 승단했다. 2010년 아시안 게임 바둑에 코치로 참가했다. 2020년 40대 후반의 나이로 용성전 8강에 진출하여 관심을 모았으나 박정환에 패배하여 탈락했다. 2021년, 아들 김현빈이 프로바둑에 입단하여 부자 기사가 되었다.

## 가족 관계
- 아버지 - 김동호 (한국기원 군포 산본지원 원장)
- 어머니 - 임성례 여사
- 부인 - 최경숙(초등학교 교사)
- 아들 - 김현빈(프로 바둑 기사)